# بنيامين أكتسين
بينجامين أكتسين ( (بالعبرية: בנימין אקצין‏) ) (1904–1985) برفيسور إسرائيلي في القانون، كما كان ناشطًا صهيونيًا من الرواد.
حصل على جائزة إسرائيل في القانون في عام 1967. 

## سيرة شخصية
ولد أكتسين عام 1904 في ريغا في لاتفيا ( التي كان وقتها في ليفونيا التي كانت جزءا من الإمبراطورية الروسية).
وحصل على درجة الدكتوراه في العلوم السياسية والقانون من جامعتي فيينا وباريس. 
وكان من أشد المعجبين بزئيف جابوتنسكي، وأصبح ناشطًا في حركة جابوتنسكي التصحيحية، وعمل سكرتيرًا لجابوتنسكي. وبعد انفصال جابوتنسكي عن المنظمة الصهيونية وتأسيسه للمنظمة الصهيونية الجديدة (NZO)، عمل أكتسين منصب رئيس القسم السياسي فيها من عام 1936 إلى عام 1941. 
وفي أواخر الثلاثينيات من القرن الماضي، سافر أكتسين إلى الولايات المتحدة للحصول على درجة الدكتوراه الثالثة في جامعة هارفارد.  وفي عام 1940، أرسل أكتسين من قبل المنظمة الصهيونية الجديدة إلى واشنطن للضغط من أجل دعم الدولة اليهودية. وقضى فترة في القسم القانوني بمكتبة الكونغرسـ ثم عين ضمن طاقم عمل مجلس لاجئي الحرب (WRB)، الذي أنشأه الرئيس فرانكلين روزفلت في عام 1944، تحت ضغط من الكونغرس الأمريكي والنشطاء اليهود ووزارة الخزانة. في عام 1944، عندما بدأ مجلس لاجئي الحرب يتلقي تقارير الترحيل الجماعي لليهود إلى غرف الغاز في معسكر أوشفيتز وبيركيناو، قدم أكتسين مذكرة إلى المجلس يدعو الولايات المتحدة لقصف تلك المعسكرات، والتي تتجاوز المقترحات السابقة من قصف خطوط السكك الحديدية المؤدية إلى المعسكرات. على الرغم من أن أكتسين أصر على جهوده لاتخاذ مثل هذا الإجراء، إلا أن الإدارة الأمريكية رفضت مقترحاته - على الأقل جزئيًا لأن الفكرة نفسها سبق رفضها من قبل المنظمات اليهودية الرئيسية، بما في ذلك الكونغرس اليهودي الأمريكي والوكالة اليهودية، التي صوت مجلس إدارتها، مع دافيد بن غوريون الذي كان رئيسه، بالإجماع ضد الاقتراح في 11 يونيو 1944.
ومن عام 1945 إلى عام 1947، عمل أكتسين كمستشار سياسي ثم فيما بعد سكرتيرًا للجنة الطوارئ الصهيونية الأمريكية. 
في عام 1949، هاجر أكتسين إلى إسرائيل والتحق بكلية الحقوق في الجامعة العبرية في القدس كأستاذ للقانون الدستوري والعلاقات الدولية. وشغل منصب عميد الكلية 1951-54، 1956-1958، 1961-1963.  وفي عام 1950، أسس قسم العلوم السياسية في كلية العلوم الاجتماعية في الجامعة العبرية، وشغل منصب رئيس قسمها حتى أوائل الستينيات. 
لاحقًا، كان أكتسين مؤسسًا لجامعة حيفا وشغل منصب رئيسها الأول.

## الجوائز والتكريم
- في عام 1967، تم منح أكتسين جائزة إسرائيل في القانون. [2]

## من أعماله
- ممارسات الانتداب على فلسطين (1939)
- الدول الجديدة والمنظمات الدولية (1955)
- دور الأحزاب في الديمقراطية الإسرائيلية (1961)
- الدولة والأمة (1964)
- الوضع السياسي ليهود الشتات (معهد يهود الشتات، 1966)
- من ريغا إلى القدس (مكتبة المنظمة الصهيونية العالمية، 1989) - سيرة ذاتية نُشرت بعد وفاته.